# Max Schneider (piosenkarz)
Maxwell George „Max” Schneider, lepiej znany jako MAX (ur. 21 czerwca 1992 w Nowym Jorku) – amerykański piosenkarz, muzyk, tekściarz, aktor, tancerz i model.
W 2018 wydał singiel „Lights Down Low”, za który zdobył podwójną platynę w USA, platynę w Kanadzie i złoto w Australii. Był nominowany do nagrody iHeartRadio Music 2019 w kategorii najlepszy nowy artysta pop, a w 2020 za singiel „Love Me Less” uzyskał certyfikat złotej płyty w Stanach Zjednoczonych i Kanadzie, a następnie wystąpił w Jimmy Kimmel Live!, Today i Live with Kelly and Ryan.

## Życiorys

### Wczesne lata
Urodził się na nowojorskim Manhattanie. Jego matka była pochodzenia irlandzkiego, niemieckiego i angielskiego, a ojciec był pochodzenia żydowskiego. Wychowywał się zgodnie z tradycjami żydowskimi. Schneider spędził dzieciństwo w Woodstock w Nowym Jorku. Od najmłodszych lat zaczął ujawniać swój talent; już w wieku trzech lat śpiewał i tańczył dla rodziny oraz przyjaciół, wówczas jego sceną był stół znajdujący się w salonie. Jako 14-latek dostał swojego pierwszego agenta. 

### Kariera
W wieku 14 lat zadebiutował na Broadwayu w musicalu o dorastaniu pod tytułem 13 (2008), grając role Bretta, Malcolma, Simona i Richiego u boku Elizabeth Gillies i Ariany Grande. Musical cieszył się ogromnym powodzeniem do 4 stycznia 2009. Krótko po zakończeniu tej produkcji dostał rolę Justina McTeague’a w serialu kryminalnym NBC Prawo i porządek: sekcja specjalna (2009).  
Gdy miał 17 lat, rozpoczął pracę jako model pozował z Madonną w międzynarodowej kampanii Dolce & Gabbana dla fotografa Stevena Kleina. W styczniu 2010 został wybrany spośród 6 tys. kandydatów do udziału w programie YoungArts w Miami. W tym samym roku ukończył z wyróżnieniem Professional Performing Arts (PPAS) High School w Nowym Jorku. Będąc jednym z 20 teatralnych finalistów, otrzymał stypendium i specjalizował się w muzycznym teatrze w programie na Uniwersytecie Nowojorskim. Jego wykładowcami byli: Liv Ullmann, Malcolm Gets i Kevin Carroll. Był tancerzem w operze mydlanej ABC Tylko jedno życie (2010). 
W 2012 napisał wspólnie z Benem Charlesem piosenkę „Show You How to Do” do hitu Disney Channel Taniec rządzi. Występował w sitcomie Nickelodeon Jak wymiatać (2012) jako Zander Robbins, serialu NBC Stan kryzysowy (2014) jako Ian Martinez, serialu The CW Piękna i Bestia (2012) jako nastoletnia gwiazda pop Jake Riley i w filmie fantasy Ostatni strażnicy (The Last Keepers, 2013) jako Lance z udziałem Olympii Dukakis, Virginii Madsen i Aidana Quinna. Grał Charliego Prince’a w telewizyjnej komedii muzycznej Wyśpiewać marzenia (2012).
Jest piosenkarzem i autorem tekstów, pracuje nad własnym albumem i pisze dla innych artystów. Jego piosenka „Last One Standing”, którą napisał wspólnie z Mattem Wongiem i Claire Demorest, została użyta w dwóch odcinkach Jak wymiatać.

## Życie prywatne
1 kwietnia 2016 poślubił Emily Cannon.